# Erikapohlit
Erikapohlit ist ein sehr selten vorkommendes Mineral aus der Mineralklasse der Phosphate, Arsenate und Vanadate. Er kristallisiert im monoklinen Kristallsystem mit der chemischen Zusammensetzung Cu3(Zn,Cu,Mg)4Ca2[AsO4]6∙2H2O und ist damit chemisch gesehen ein wasserhaltiges Kupfer-Zink-Calcium-Arsenat.
Erikapohlit entwickelt bis zu 0,7 mm breite, tiefblau gefärbte Säume aus sehr dünnen lamellaren Aggregaten innerhalb von Massen aus körnigem Quarz.

## Etymologie und Geschichte
Die Typstufe des Erikapohlits wurde vom Mineralsammler Georg Gebhard 1994 zusammen mit weiteren Mineralen in der Tsumeb Mine gekauft. Das aufgrund der Färbung sehr auffällige Material ist nach ersten Untersuchungen bereits seit 1999 als unbekanntes Ca-Cu-Zn-As-Mineral („GS 5“) bekannt, welches sich nach weiterführenden Analysen als neues Mineral herausstellte. Das Mineral wurde 2010 von der International Mineralogical Association (IMA) anerkannt und 2013 von Jochen Schlüter, Thomas Malcherek, Boriana Mihailova und Georg Gebhard als Erikapohlit beschrieben. Benannt wurde es nach der deutschen Unternehmerin und Mineralsammlerin Erika Pohl-Ströher (1919–2016), die ihre aus etwa 80.000 Exemplaren bestehende wertvolle Sammlung von Mineralen 2004 in die Pohl-Ströher-Mineralienstiftung überführte, um so ihren Bestand, eine wissenschaftliche Betreuung und öffentliche Zugänglichkeit dauerhaft zu gewährleisten. Diese Sammlung wurde als Dauerleihgabe der TU Bergakademie Freiberg zur Verfügung gestellt. Nach der Renovierung von Schloss Freudenstein sind seit dem 20. Oktober 2008 rund 3.500 Exponate in der Ausstellung terra mineralia öffentlich ausgestellt.
Typmaterial des Minerals (Holotyp) wird im Mineralogischen Museum der Universität Hamburg in Deutschland (Katalog-Nr. TS117 c) aufbewahrt.

## Klassifikation
Erikapohlit wurde erst 2010 als eigenständiges Mineral von der International Mineralogical Association (IMA) anerkannt und die Entdeckung erst 2013 publiziert. Eine genaue Gruppen-Zuordnung in der 9. Auflage der Strunz’schen Mineralsystematik ist daher bisher nicht bekannt.

## Kristallstruktur
Erikapohlit kristallisiert im monoklinen Kristallsystem in der Raumgruppe C2/c (Raumgruppen-Nr. 15) mit den Gitterparametern a = 12,6564 Å; b = 12,7282 Å; c = 6,9148 Å und β = 113,939° sowie zwei Formeleinheiten pro Elementarzelle.
Die Kristallstruktur des Erikapohlits lässt sich möglicherweise von der der verwandten Strukturen der Minerale Keyit und Nickenichit ableiten. Zur Klärung der Zuordnung ist jedoch die Bestimmung der wirklichen Symmetrie von Erikapohlit erforderlich. Ob C2/c tatsächlich die Raumgruppe ist, in der das Mineral kristallisiert, kann nur mittels Einzelkristalldaten oder besser aufgelösten Pulverdaten ermittelt werden.

## Chemismus
Erikapohlit hat die gemessene Zusammensetzung Cu3(Zn2,48Cu0,93Mg0,77Fe0,01)Σ4,19Ca2,04As6,20O24,71∙1,29H2O. Diese Formel kann vereinfacht als Cu3(Zn,
Cu,Mg)4Ca2(AsO4)6∙2H2O geschrieben werden. REM-EDX-Rückstreuelektronenbilder von Erikapohlit zeigen chemische Inhomogenitäten in diesem Mineral, die sich durch variierende Gehalte an Magnesium, Zink und Kupfer erklären lassen. Weitere Analysen zeigten ferner, dass es im Zink-dominierten Erikapohlit Zonen mit Mg- und sogar Cu-Dominanz gibt.

## Eigenschaften

### Morphologie
Erikapohlit bildet bis zu 0,7 mm breite Säume aus sehr dünnen, aus lamellaren Mikrokristallen bestehenden Aggregaten innerhalb von Massen aus körnigem Quarz.

### Physikalische und chemische Eigenschaften
Die Aggregate des Erikapohlits sind tiefblau gefärbt, die Strichfarbe des Minerals wird als hellblau beschrieben. Die Oberflächen der durchsichtigen Kristalle weisen einen glasartigen Glanz auf. Aufgrund der geringen Kristallgröße ist die Mohshärte des Erikapohlits nicht bestimmbar. Die berechnete Dichte des Minerals liegt bei 4,55 g/cm³.

## Modifikationen und Varietäten
Erikapohlit stellt das natürliche calciumdominante Analogon zum cadmiumdominierten Keyit, Cu2+3Zn4Cd2[AsO4]6·2H2O, dar. In der Typpublikation erwähnte Analysen zeigten, dass es im Zink-dominierten Erikapohlit Zonen mit Mg- und sogar Cu-Dominanz gibt. Damit existieren zwei weitere potentielle Minerale, bei denen es sich dann um ein wasserhaltiges Kupfer-Magnesium-Calcium-Arsenat und um ein wasserhaltiges Kupfer-Kupfer-Calcium-Arsenat handeln wird.

## Bildung und Fundorte
Erikapohlit stammt aus der zweiten (unteren) Oxidationszone der in Dolomitsteinen sitzenden hydrothermalen polymetallischen Erzlagerstätte Tsumeb und wurde hier auf der 44. Sohle geborgen. Es ist ein typisches Sekundärmineral, das hier aus der Alteration von Tennantit entstand. Erikapohlit ist eng mit Lammerit, Konichalcit, körnigem Quarz und einem unbekannten, bräunlichem und durchsichtigen, amorphen Zn-Fe-Cu-(Mg-Ca)-Arsenat vergesellschaftet.
Das Mineral konnte bisher (Stand 2016) nur an seiner Typlokalität gefunden werden. Als Typlokalität gilt die weltberühmte Cu-Pb-Zn-Ag-Ge-Cd-Lagerstätte der „Tsumeb Mine“ (Tsumcorp Mine) in Tsumeb, Region Oshikoto, Namibia.